# Wesley Cox
Wesley Cox V (Louisville, Kentucky, 27 de enero de 1955 - 17 de noviembre de 2024) fue un jugador de baloncesto estadounidense que jugó dos temporadas en la NBA. Con 1,98 metros de altura, lo hacía en la posición de alero.

## Trayectoria deportiva

### Universidad
Jugó durante cuatro temporadas con los Cardinals de la Universidad de Louisville, en las que promedió 13,9 puntos y 7,4 rebotes por partido. Fue parte fundamental del equipo que llegó en 1975 a la Final Four de la NCAA. Es el decimoséptimo máximo anotador de la historia de los Cardinals, y fue incluido en el Salón de la Fama de Kentucky en 2001.

### Profesional
Fue elegido en la decimoctava posición del Draft de la NBA de 1977 por Golden State Warriors, donde jugó dos temporadas, pero siendo siempre una de las últimas opciones del banquillo. Su mejor campaña fue la 1978-1979, en la que promedió 4,7 puntos y 2,0 rebotes por partido.

## Estadísticas de su carrera en la NBA

### Temporada regular
| Temporada | Edad | Equipo                | Liga | P  | TIT | MIN  | TC  | TCA | %TC  | 3P | 3PA | %3P | TL  | TLA | %TL  | R.OF. | R.DEF. | REB | ASIS | ROB | TAP | PER | FP  | PTS |
| 1977-78   | 23   | Golden State Warriors | NBA  | 43 |     | 10.5 | 1.6 | 4.0 | .399 |    |     |     | 1.3 | 2.3 | .580 | 1.0   | 2.3    | 3.3 | 0.3  | 0.5 | 0.2 | 0.8 | 1.9 | 4.6 |
| 1978-79   | 24   | Golden State Warriors | NBA  | 31 |     | 11.6 | 1.7 | 4.0 | .431 |    |     |     | 1.3 | 3.0 | .435 | 0.6   | 1.5    | 2.0 | 0.4  | 0.4 | 0.2 | 1.4 | 2.2 | 4.7 |
| Total     |      |                       | NBA  | 74 |     | 11.0 | 1.6 | 4.0 | .412 |    |     |     | 1.3 | 2.6 | .510 | 0.8   | 2.0    | 2.8 | 0.3  | 0.5 | 0.2 | 1.1 | 2.0 | 4.6 |